# Kertai (sockenhuvudort i Kina, Heilongjiang Sheng, lat 46,90, long 124,20)
Kertai (kinesiska: 克尔台, 克尔台乡) är en sockenhuvudort i Kina. Den ligger i provinsen Heilongjiang, i den nordöstra delen av landet, omkring 230 kilometer nordväst om provinshuvudstaden Harbin. Antalet invånare är 14 564. Befolkningen består av 7 219 kvinnor och 7 345 män. Barn under 15 år utgör 14,0 %, vuxna 15-64 år 78 %, och äldre över 65 år 6,0 %.
Runt Kertai är det ganska glesbefolkat, med 36 invånare per kvadratkilometer. Närmaste större samhälle är Taikang, 18,5 km öster om Kertai. Trakten runt Kertai består i huvudsak av gräsmarker.
Genomsnittlig årsnederbörd är 733 millimeter. Den regnigaste månaden är juli, med i genomsnitt 197 mm nederbörd, och den torraste är januari, med 4 mm nederbörd.